# Pálakkát
Pálakkát (malajálamsky പാലക്കാട്, anglicky Palakkad nebo Palghat) je město v Kérale, jednom z indických svazových států. K roku 2011 v něm žilo přes 131 tisíc obyvatel.

## Etymologie
Název města vznikl pravděpodobně jako složenina s významem zhruba les alstonia scholaris.

## Poloha
Pálakkát leží ve vnitrozemí ve východní části Kéraly nedaleko hranice s Tamilnádu. Protéká přes něj Bháratapúža tekoucí na západ do Arabského moře.
Nejbližší větší město v okolí je Kójamputtúr přibližně padesát kilometrů na severovýchod, který leží v Tamilnádu. Od Triššúru je Pálakkát vzdálen přibližně sedmdesát kilometrů severovýchodně a od Tiruvanantapuramu, hlavního města Kéraly, přibližně 350 kilometrů severně.
V oblasti Pálakkátu je pohoří Západní Ghát, které tvoří přirozenou hranici mezi Kéralou a Tamilnádu, přerušeno nízkým Pálakkátským průsmykem, který tvoří po staletí přirozenou dopravní spojnici mezi Tamilnádu a Malabárským pobřežím.

## Dějiny
Pod trvalou kontrolu Britů se Pálakkát dostal v roce 1790.  Od roku 1956 je součástí Kéraly. 